# Scopula rehfousiana
Scopula rehfousiana là một loài bướm đêm trong họ Geometridae.